# Efferia
Genre
Effeira est un genre d'insectes diptères prédateurs de la famille des Asilidae.

## Liste d'espèces
Selon ITIS (3 août 2020) :
- Efferia aestuans (Linnaeus, 1763)
- Efferia albibarbis (Macquart, 1838)
- Efferia anacapai (Wilcox & Martin, 1945)
- Efferia antiochi Wilcox, 1966
- Efferia antiphon (Walker, 1849)
- Efferia apache Wlicox, 1966
- Efferia apicalis (Wiedemann, 1821)
- Efferia argentifrons (Hine, 1911)
- Efferia argyrosoma (Hine, 1911)
- Efferia arida (Williston, 1893)
- Efferia armata (Hine, 1918)
- Efferia aurimystacea (Hine, 1919)
- Efferia auripila (Hine, 1916)
- Efferia azteci Wilcox, 1966
- Efferia basingeri Wilcox, 1966
- Efferia basini Wilcox, 1966
- Efferia beameri Wilcox, 1966
- Efferia belfragei (Hine, 1919)
- Efferia benedicti (Bromley, 1940)
- Efferia bexarensis (Bromley, 1934)
- Efferia bicaudata (Hine, 1919)
- Efferia bicolor (Bellardi, 1861)
- Efferia bryanti Wilcox, 1966
- Efferia cabeza Wilcox, 1966
- Efferia calienta Wilcox, 1966
- Efferia californica (Schaeffer, 1916)
- Efferia cana (Hine, 1916)
- Efferia candida Coquillett, 1893
- Efferia cannella (Bromley, 1934)
- Efferia clementei (Wilcox & Martin, 1945)
- Efferia completa (Macquart, 1838)
- Efferia coquilletti (Hine, 1919)
- Efferia costalis (Williston, 1885)
- Efferia coulei Wilcox, 1966
- Efferia cressoni (Hine, 1919)
- Efferia cuervana (Hardy, 1943)
- Efferia davisi Wilcox, 1966
- Efferia deserti Wilcox, 1966
- Efferia dubia (Williston, 1885)
- Efferia duncani Wilcox, 1966
- Efferia ehrenbergi Wilcox, 1966
- Efferia femorata (Macquart, 1838)
- Efferia frewingi Wilcox, 1966
- Efferia gila Wilcox, 1966
- Efferia grandis (Hine, 1919)
- Efferia halli Wilcox, 1966
- Efferia harveyi (Hine, 1919)
- Efferia helenae (Bromley, 1951)
- Efferia inflata (Hine, 1911)
- Efferia jubata (Williston, 1885)
- Efferia kansensis (Hine, 1919)
- Efferia kelloggi Wilcox, 1966
- Efferia knowltoni (Bromley, 1937)
- Efferia kondratieffi Bullington & Lavigne, 1984
- Efferia latruncula (Williston, 1885)
- Efferia leucocoma (Williston, 1885)
- Efferia luna Wilcox, 1966
- Efferia macrolabis (Wiedemann, 1828)
- Efferia mesquite (Bromley, 1951)
- Efferia mexicana (Hine, 1919)
- Efferia monki (Bromley, 1951)
- Efferia mortensoni Wilcox, 1966
- Efferia nemoralis (Hine, 1911)
- Efferia neoinflata Wilcox, 1966
- Efferia ordwayae Wilcox, 1966
- Efferia pallidula (Hine, 1911)
- Efferia parkeri Wilcox, 1966
- Efferia peralta Wilcox, 1966
- Efferia pernicis Coquillett, 1893
- Efferia pilosa (Hine, 1919)
- Efferia pinali Wilcox, 1966
- Efferia plena (Hine, 1916)
- Efferia pogonias (Wiedemann, 1821)
- Efferia prairiensis (Bromley, 1934)
- Efferia prattii (Hine, 1919)
- Efferia producta (Hine, 1919)
- Efferia prolifica (Osten Sacken, 1887)
- Efferia rapax (Osten Sacken, 1887)
- Efferia setigera Wilcox, 1966
- Efferia similis (Williston, 1885)
- Efferia slossonae (Hine, 1919)
- Efferia snowi (Hine, 1919)
- Efferia spiniventris (Hine, 1919)
- Efferia staminea Williston
- Efferia stylata (Fabricius, 1775)
- Efferia subarida (Bromley, 1940)
- Efferia subcuprea (Schaeffer, 1916)
- Efferia subpilosa (Schaeffer, 1916)
- Efferia tabescens (Banks, 1919
- Efferia tagax (Williston, 1885)
- Efferia texana (Banks, 1919)
- Efferia tolandi Wilcox, 1966
- Efferia tricella (Bromley, 1951)
- Efferia triton (Osten Sacken, 1887)
- Efferia truncata (Hine, 1911)
- Efferia tuberculata (Coquillett, 1904)
- Efferia tucsoni Wilcox, 1966
- Efferia utahensis (Bromley, 1937)
- Efferia varipes (Williston, 1885)
- Efferia vertebrata (Bromley, 1940)
- Efferia wilcoxi (Bromley, 1940)
- Efferia willistoni (Hine, 1919)
- Efferia yermo Wilcox, 1966
- Efferia yuma Wilcox, 1966
- Efferia zonata (Hine, 1919)

## Publication originale
- (en) D. W. Coquillett, « A NEW ASILID GENUS RELATED TO ERAX », The Canadian Entomologist, Ottawa, Société d'entomologie du Canada, vol. 25, no 7,‎ juillet 1893, p. 175-177 (ISSN 0008-347X et 1918-3240, OCLC 01553087, DOI 10.4039/ENT25175-7, lire en ligne).